# Shinobu Gotō
Shinobu Gotō (ごとう しのぶ?, Gotō Shinobu; 11 febbraio ...) è una scrittrice giapponese, famosa per aver creato la serie di light novel Takumi-kun series.

## Opere
- A Puriori - Kimi to Ore to no Renai Kakuritsu (2010)
- Eggs (1997)
- Gurechawanaidene (2002)
- Mitsuyaku (2006)
- Netsujō (2002)
- Passion - Forbidden Lovers (2008)
- Soshite Shunpuu ni Sasayaite (1998)
- Takumi-kun series (2001)
- Time Lag (2000)

| Controllo di autorità | VIAF (EN) 306098422 · LCCN (EN) n2009016609 · NDL (EN, JA) 00218566 |